# Tour de France 2021/16. Etappe
Die 16. Etappe der Tour de France 2021 führte am 13. Juli 2021 über 169 Kilometer von Pas de la Casa (Andorra) nach Saint-Gaudens, nach einem Ruhetag am 12. Juli. Der Kurs überquerte nach 67 Kilometern den Col de Port (Bergwertung der 2. Kategorie), nach 101 Kilometern den Col de la Core (1. Kategorie) und nach 136,5 Kilometern den Col de Portet-d’Aspet (2. Kategorie).
Etappensieger wurde Patrick Konrad (Bora-hansgrohe)	mit 42 Sekunden Vorsprung auf Sonny Colbrelli (Bahrain Victorious) und Michael Matthews (BikeExchange), die im Sprint einer Verfolgergruppe vorne platziert waren. Tadej Pogačar (UAE Team Emirates) kam mit einem Rückstand von 13:49 Minuten ins Ziel und verteidigte sein Gelbes Trikot.

## Verlauf
Nachdem eine frühe Ausreißergruppe mit dem Gesamtelften Mattia Cattaneo, Kasper Asgreen (beide Deceuninck-Quick-Step) und Michał Kwiatkowski (Ineos Grenadiers) in der Abfahrt vom Col de Port gestellt wurde, setzte sich mit Christopher Juul Jensen (BikeExchange), Fabien Doubey (TotalEnergies) und Jan Bakelants (Intermarché-Wanty-Gobert Matériaux) eine weitere Dreiergruppe ab, hinter der sich eine zehnköpfige Verfolgergruppe bildete. Im Anstieg zum Col de la Core fuhr Konrad aus der Verfolgergruppe zur Spitzengruppe auf und versetzte am Col de Portet-d’Aspet seine letzten Begleiter, die bald darauf von den Verfolgern gestellt wurden. Eine Konterattacke von David Gaudu (Groupama-FDJ) und Colbrelli blieb letztlich erfolglos. Am letzten Anstieg der vierten Kategorie acht Kilometer vor dem Ziel setzte sich aus dem Hauptfeld nach einer Attacke von Simon Geschke und dem Gesamtneunten Guillaume Martin (beide Cofidis) eine rund 15-köpfige Gruppe mit den ersten Elf der Gesamtwertung ab.

## Ergebnis
| \| Etappenergebnis \| Etappenergebnis \| Etappenergebnis \| Etappenergebnis \| Etappenergebnis \| \| Fahrer \| Fahrer \| Land \| Team \| Zeit \| \| --------------- \| ------------------- \| --------------- \| ---------------------------------- \| --------------- \| \| 1. \| Patrick Konrad \| Österreich \| Bora-Hansgrohe \| 4 h 01 min 59 s \| \| 2. \| Sonny Colbrelli \| Italien \| Bahrain Victorious \| + 42 s \| \| 3. \| Michael Matthews \| Australien \| BikeExchange \| + 42 s \| \| 4. \| Pierre-Luc Périchon \| Frankreich \| Cofidis \| + 42 s \| \| 5. \| Franck Bonnamour \| Frankreich \| B&B Hotels p/b KTM \| + 42 s \| \| 6. \| Alex Aranburu \| Spanien \| Astana-Premier Tech \| + 42 s \| \| 7. \| Toms Skujiņš \| Lettland \| Trek-Segafredo \| + 45 s \| \| 8. \| Jan Bakelants \| Belgien \| Intermarché-Wanty-Gobert Matériaux \| + 45 s \| \| 9. \| David Gaudu \| Frankreich \| Groupama-FDJ \| + 47 s \| \| 10. \| Lorenzo Rota \| Italien \| Intermarché-Wanty-Gobert Matériaux \| + 1 min 03 s \| |                     |            |                                    |                 |
| |                     |            |                                    |                 |
| Quelle: ProCyclingStats |                     |            |                                    |                 |
| Etappenergebnis |                     |            |                                    |                 |
| Fahrer | Fahrer              | Land       | Team                               | Zeit            |
| 1. | Patrick Konrad      | Österreich | Bora-Hansgrohe                     | 4 h 01 min 59 s |
| 2. | Sonny Colbrelli     | Italien    | Bahrain Victorious                 | + 42 s          |
| 3. | Michael Matthews    | Australien | BikeExchange                       | + 42 s          |
| 4. | Pierre-Luc Périchon | Frankreich | Cofidis                            | + 42 s          |
| 5. | Franck Bonnamour    | Frankreich | B&B Hotels p/b KTM                 | + 42 s          |
| 6. | Alex Aranburu       | Spanien    | Astana-Premier Tech                | + 42 s          |
| 7. | Toms Skujiņš        | Lettland   | Trek-Segafredo                     | + 45 s          |
| 8. | Jan Bakelants       | Belgien    | Intermarché-Wanty-Gobert Matériaux | + 45 s          |
| 9. | David Gaudu         | Frankreich | Groupama-FDJ                       | + 47 s          |
| 10. | Lorenzo Rota        | Italien    | Intermarché-Wanty-Gobert Matériaux | + 1 min 03 s    |

## Gesamtstände
| \| Gesamtwertung \| Gesamtwertung \| Gesamtwertung \| Gesamtwertung \| Gesamtwertung \| \| Fahrer \| Fahrer \| Land \| Team \| Zeit \| \| ------------- \| ---------------- \| ------------- \| ------------------- \| ---------------- \| \| 1. \| Tadej Pogačar \| Slowenien \| UAE Team Emirates \| 66 h 23 min 06 s \| \| 2. \| Rigoberto Urán \| Kolumbien \| EF Education-Nippo \| + 5 min 18 s \| \| 3. \| Jonas Vingegaard \| Dänemark \| Jumbo-Visma \| + 5 min 32 s \| \| 4. \| Richard Carapaz \| Ecuador \| Ineos Grenadiers \| + 5 min 33 s \| \| 5. \| Ben O’Connor \| Australien \| AG2R Citroën Team \| + 5 min 58 s \| \| 6. \| Wilco Kelderman \| Niederlande \| Bora-Hansgrohe \| + 6 min 16 s \| \| 7. \| Alexei Luzenko \| Kasachstan \| Astana-Premier Tech \| + 7 min 01 s \| \| 8. \| Enric Mas \| Spanien \| Movistar Team \| + 7 min 11 s \| \| 9. \| Guillaume Martin \| Frankreich \| Cofidis \| + 8 min 02 s \| \| 10. \| Pello Bilbao \| Spanien \| Bahrain Victorious \| + 10 min 59 s \| |                  |             |                     |                  |
| |                  |             |                     |                  |
| Quelle: ProCyclingStats |                  |             |                     |                  |
| Gesamtwertung |                  |             |                     |                  |
| Fahrer | Fahrer           | Land        | Team                | Zeit             |
| 1. | Tadej Pogačar    | Slowenien   | UAE Team Emirates   | 66 h 23 min 06 s |
| 2. | Rigoberto Urán   | Kolumbien   | EF Education-Nippo  | + 5 min 18 s     |
| 3. | Jonas Vingegaard | Dänemark    | Jumbo-Visma         | + 5 min 32 s     |
| 4. | Richard Carapaz  | Ecuador     | Ineos Grenadiers    | + 5 min 33 s     |
| 5. | Ben O’Connor     | Australien  | AG2R Citroën Team   | + 5 min 58 s     |
| 6. | Wilco Kelderman  | Niederlande | Bora-Hansgrohe      | + 6 min 16 s     |
| 7. | Alexei Luzenko   | Kasachstan  | Astana-Premier Tech | + 7 min 01 s     |
| 8. | Enric Mas        | Spanien     | Movistar Team       | + 7 min 11 s     |
| 9. | Guillaume Martin | Frankreich  | Cofidis             | + 8 min 02 s     |
| 10. | Pello Bilbao     | Spanien     | Bahrain Victorious  | + 10 min 59 s    |

| Punktewertung | Punktewertung      | Punktewertung          | Punktewertung         | Punktewertung |
| Fahrer        | Fahrer             | Land                   | Team                  | Punkte        |
| ------------- | ------------------ | ---------------------- | --------------------- | ------------- |
| 1.            | Mark Cavendish     | Vereinigtes Königreich | Deceuninck-Quick Step | 279 P.        |
| 2.            | Michael Matthews   | Australien             | BikeExchange          | 242 P.        |
| 3.            | Sonny Colbrelli    | Italien                | Bahrain Victorious    | 195 P.        |
| 4.            | Jasper Philipsen   | Belgien                | Alpecin-Fenix         | 174 P.        |
| 5.            | Julian Alaphilippe | Frankreich             | Deceuninck-Quick Step | 135 P.        |
| 6.            | Tadej Pogačar      | Slowenien              | UAE Team Emirates     | 106 P.        |
| 7.            | Wout van Aert      | Belgien                | Jumbo-Visma           | 101 P.        |
| 8.            | Michael Mørkøv     | Dänemark               | Deceuninck-Quick Step | 95 P.         |
| 9.            | Patrick Konrad     | Österreich             | Bora-Hansgrohe        | 85 P.         |
| 10.           | Matej Mohorič      | Slowenien              | Bahrain Victorious    | 81 P.         |

| Bergwertung | Bergwertung        | Bergwertung | Bergwertung            | Bergwertung |
| Fahrer      | Fahrer             | Land        | Team                   | Punkte      |
| ----------- | ------------------ | ----------- | ---------------------- | ----------- |
| 1.          | Wout Poels         | Niederlande | Bahrain Victorious     | 74 P.       |
| 2.          | Michael Woods      | Kanada      | Israel Start-Up Nation | 66 P.       |
| 3.          | Nairo Quintana     | Kolumbien   | Arkéa-Samsic           | 64 P.       |
| 4.          | Wout van Aert      | Belgien     | Jumbo-Visma            | 64 P.       |
| 5.          | Bauke Mollema      | Niederlande | Trek-Segafredo         | 41 P.       |
| 6.          | Kenny Elissonde    | Frankreich  | Trek-Segafredo         | 27 P.       |
| 7.          | Tadej Pogačar      | Slowenien   | UAE Team Emirates      | 26 P.       |
| 8.          | Ben O’Connor       | Australien  | AG2R Citroën Team      | 24 P.       |
| 9.          | Sergio Higuita     | Kolumbien   | EF Education-Nippo     | 24 P.       |
| 10.         | Julian Alaphilippe | Frankreich  | Deceuninck-Quick Step  | 20 P.       |

| Nachwuchswertung | Nachwuchswertung       | Nachwuchswertung       | Nachwuchswertung   | Nachwuchswertung  |
| Fahrer           | Fahrer                 | Land                   | Team               | Zeit              |
| ---------------- | ---------------------- | ---------------------- | ------------------ | ----------------- |
| 1.               | Tadej Pogačar          | Slowenien              | UAE Team Emirates  | 66 h 23 min 06 s  |
| 2.               | Jonas Vingegaard       | Dänemark               | Jumbo-Visma        | + 5 min 32 s      |
| 3.               | David Gaudu            | Frankreich             | Groupama-FDJ       | + 14 min 13 s     |
| 4.               | Aurélien Paret-Peintre | Frankreich             | AG2R Citroën Team  | + 22 min 10 s     |
| 5.               | Sergio Higuita         | Kolumbien              | EF Education-Nippo | + 1 h 00 min 19 s |
| 6.               | Mark Donovan           | Vereinigtes Königreich | Team DSM           | + 1 h 25 min 42 s |
| 7.               | Valentin Madouas       | Frankreich             | Groupama-FDJ       | + 1 h 28 min 23 s |
| 8.               | Neilson Powless        | Vereinigte Staaten     | EF Education-Nippo | + 1 h 33 min 57 s |
| 9.               | Jonas Rutsch           | Deutschland            | EF Education-Nippo | + 1 h 56 min 55 s |
| 10.              | Brent Van Moer         | Belgien                | Lotto-Soudal       | + 2 h 03 min 35 s |

| Mannschaftswertung | Mannschaftswertung  | Mannschaftswertung           | Mannschaftswertung |
| Team               | Team                | Land                         | Zeit               |
| ------------------ | ------------------- | ---------------------------- | ------------------ |
| 1.                 | Bahrain Victorious  | Bahrain                      | 199 h 35 min 14 s  |
| 2.                 | EF Education-Nippo  | Vereinigte Staaten           | + 35 min 42 s      |
| 3.                 | AG2R Citroën Team   | Frankreich                   | + 50 min 26 s      |
| 4.                 | Trek-Segafredo      | Vereinigte Staaten           | + 51 min 16 s      |
| 5.                 | Jumbo-Visma         | Niederlande                  | + 55 min 45 s      |
| 6.                 | Ineos Grenadiers    | Vereinigtes Königreich       | + 58 min 06 s      |
| 7.                 | Bora-Hansgrohe      | Deutschland                  | + 59 min 50 s      |
| 8.                 | Astana-Premier Tech | Kasachstan                   | + 1 h 07 min 19 s  |
| 9.                 | Movistar Team       | Spanien                      | + 1 h 20 min 30 s  |
| 10.                | UAE Team Emirates   | Vereinigte Arabische Emirate | + 1 h 59 min 12 s  |

## Ausgeschiedene Fahrer
- Vincenzo Nibali (Trek-Segafredo) zwecks Vorbereitung auf die Olympischen Spiele 2020 nicht gestartet[3]
- Amund Grøndahl Jansen (Team BikeExchange) wegen Entkräftung nicht gestartet[4]